# Kenesaw (Nebraska)
Kenesaw je selo u američkoj saveznoj državi Nebraska. Prema popisu stanovništva iz 2010. u njemu je živjelo 880 stanovnika.